# M・カシー商会
M・カシー商会（エム・カシーしょうかい、1915年 設立 - 1916年 活動停止）は、かつて東京に存在した日本の映画会社である。「M・パテー商会」の日活への合併後、創業者の梅屋庄吉が再度独立して設立した。のちの喜劇俳優高勢実乗や、のちにマキノ・プロダクション等で活躍する名カメラマン三木滋人の映画デビューの機会をつくった会社としても知られる。

## 略歴・概要
1912年（大正元年）9月、M・パテー商会、福宝堂、横田商会、吉沢商店との4社合併で「日本活動写真株式会社」（日活）が設立され、翌1913年（大正2年）10月には東京府南葛飾郡隅田村字堤外142番地（現在の墨田区堤通2丁目19番地1号）に「日活向島撮影所」がオープンした。しかし同社はなかなか一枚岩にはなれず、経営者サイドも従業員サイドも内紛が絶えず、旧吉沢商店系は向島に移ったが、旧福宝堂系、旧M・パテー系はそれに抵抗、撮影所近辺に天幕ステージを張り、独自の撮影を行っていた。
旧福宝堂系は営業から小林喜三郎や山川吉之助が抜け、常盤商会（のちに小林商会）や東洋商会を設立、旧吉沢系の千葉吉蔵、小西亮を引き抜き、製作サイドも多く流れ、また東洋商会へ流れなかった者も小松商会や弥満登音影に加わった。旧M・パテー系は大阪の敷島商会へ移籍、日活首脳陣はこのころ総辞職している。辞職した梅屋が、1915年（大正4年）、もともと梅屋の私邸であった「大久保百人町撮影所」をM・パテー商会合併以来再稼動、独自の映画製作・興行を開始すべく設立したのがこの「M・カシー商会」である。設立第1作は『我が子の家』で、同年6月に「深川座」で公開された。
社名の「M」は梅屋（Mumeya）の頭文字であり（「M・パテー商会」の「M」と同じ）、「カシー」は、梅屋庄吉の妻・トクの実家の姓「香椎」からとったものである。
同年、『先代萩』を中村歌扇の主演、当時14歳の三木滋人（三木稔）を撮影に起用して製作したほか、旧吉沢商店系の俳優、弥満登音影から移籍した者などを起用し、劇映画製作をつづけたが、翌1916年（大正5年）3月に深川座で公開された『新吉原廓達引』を最後に劇映画を発表していない。
同年11月3日の裕仁親王（のちの昭和天皇）の立太子礼において、その当日のもようを根岸興行部、小松商会、小林商会、天然色活動写真（天活）、東京シネマ商会、日活との7社競作で製作することになり、梅屋が陣頭指揮を執り、撮影現場を同社が独占している。同作は『立太子式当日市中雑観』として、式典の翌日の4日に早くも各社によって公開されたが、白黒フィルムの作品は同社の原版が使用されたという。天活は天然色の「キネマカラー」で公開しているので独自の撮影が行われたようである。
同社の撮影所はふたたび稼動をやめたが、10年後の1926年（大正15年）、梅屋は日活から独立した俳優の片岡松燕を支援し、「片岡松燕プロダクション」が同撮影所をみたび稼動させることになる。

## フィルモグラフィ
1915年
- 我が子の家　出演柳川清、石井薫、月岡一樹
- 友
- 命と命
- 深川日記
- 山つつじ　出演野寺正一、鈴木歌子
- 遺言
- 二人の親
- 蝉時雨
- 芝浦における泳遊大会
- 己が罪　原作菊池幽芳
- 勇肌
- 蔦紅葉　出演野寺正一、柳川清、月岡一樹
- 緋鹿の子
- 怪猫伝　出演中村飛勝
- 女役者
- 竜神の娘　出演高瀬実（高勢実乗）
- 御大典写真
- 先代萩　撮影三木稔、出演中村歌扇

1916年
- 小松
- 春霞奴長次　出演森要、桜井勝美、柳川清
- 日本晴
- 蔦模様血染御書　出演森要
- 寒紅梅
- 三蓋流柳生実記
- 怨みの鐘　原作佐藤紅緑、出演立花貞二郎、市川右多之助、阪東弥好、桜井勝美、森要、月岡一樹、市川市女歳、菊池重成
- 新吉原廓達引
- 立太子式当日市中雑観 ※7社競作、11月4日同日公開

## 関連事項
- 映画スタジオ
- 活動写真 - 活動弁士
- 日活 - M・パテー商会、福宝堂、横田商会、吉沢商店 - 日活撮影所

## 註
1. ↑  車田譲治『国父孫文と梅屋庄吉』六興出版、1975年4月20日、250頁。ISBN 4-8453-6046-2。
2. ↑  国立近代美術館#フィルムセンターサイト内の「発掘された映画たち 1999」の記述を参照。
3. ↑  立命館大学衣笠キャンパスの「マキノ・プロジェクト」サイト内の「菅家紅葉氏談話」の記述を参照。なお「1916年Mパテー商会に入社」とあるが、「M・パテー商会」は1912年（大正元年）9月の日活への合併と同時に消滅しており、1915年（大正4年）に同社の経営者梅屋庄吉が設立した「M・カシー商会」（1915年 - 1916年）の誤りだと推定できる。